# Murailles fernandines de Porto

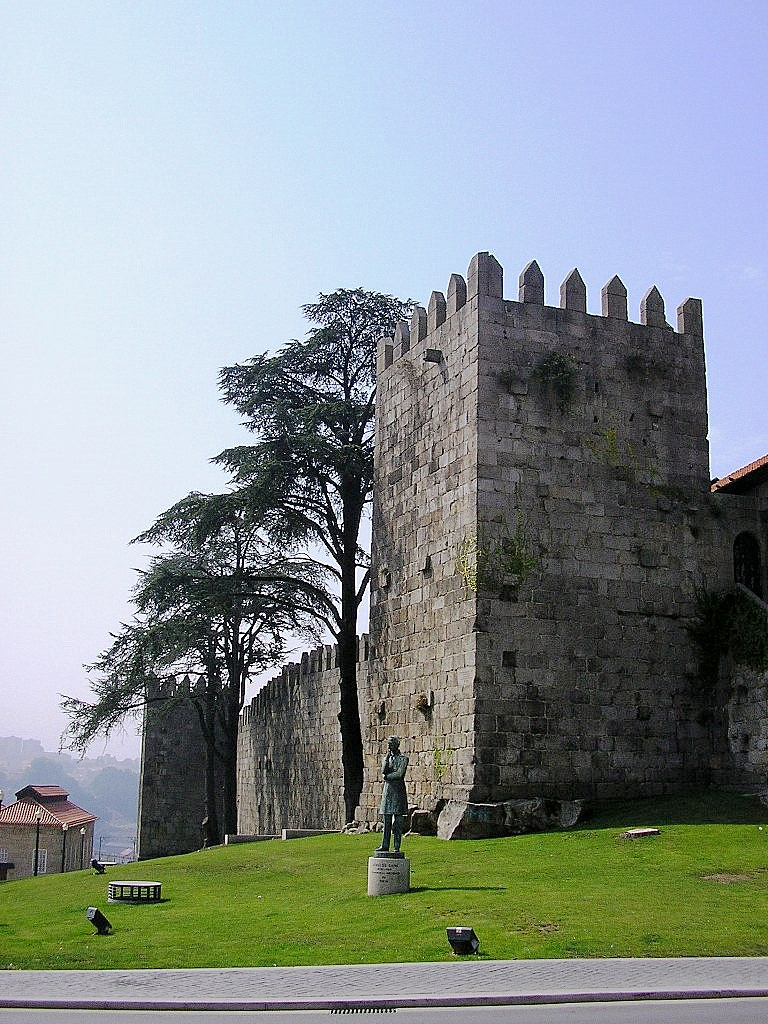
Muralhas Fernandinas: section à côté de l'ancienne Porta do Sol.

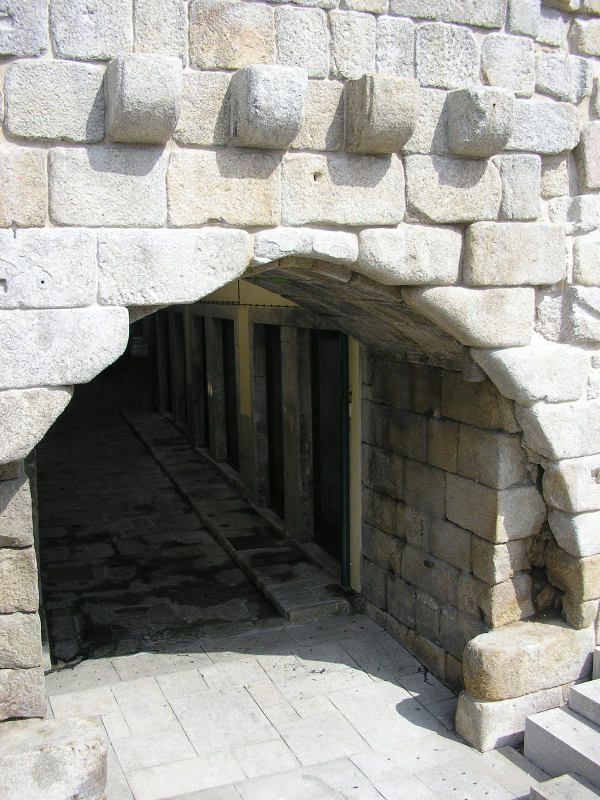
Murailles fernandines : Portillon de charbon.

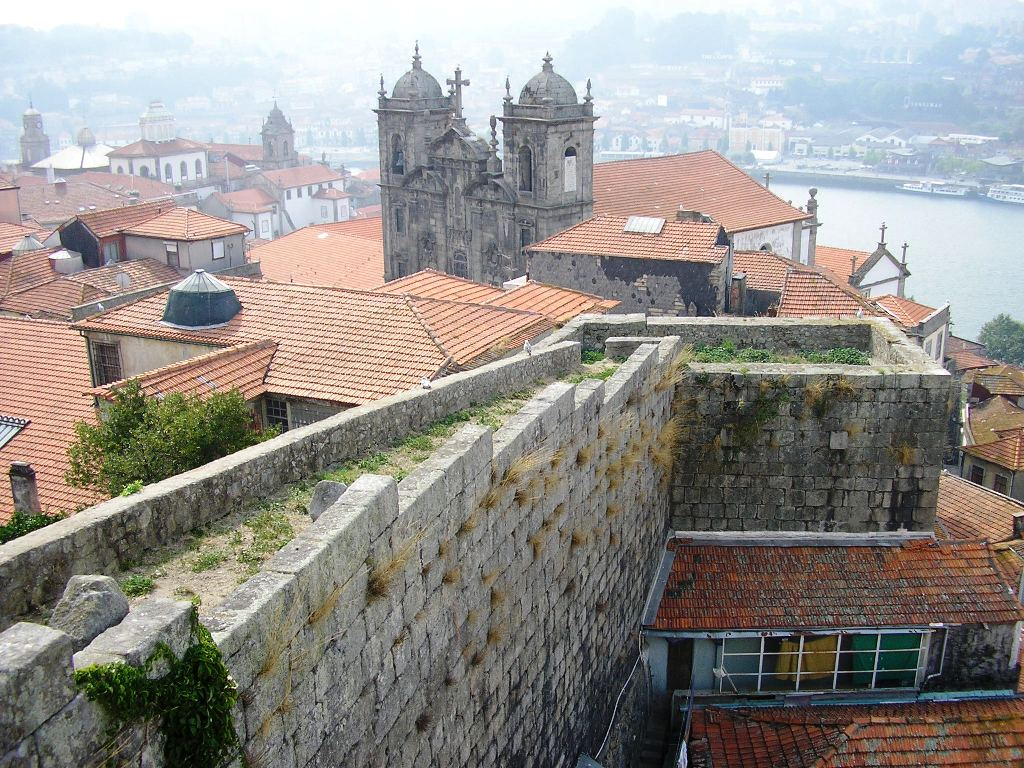
Section à côté de l'église São João Novo.

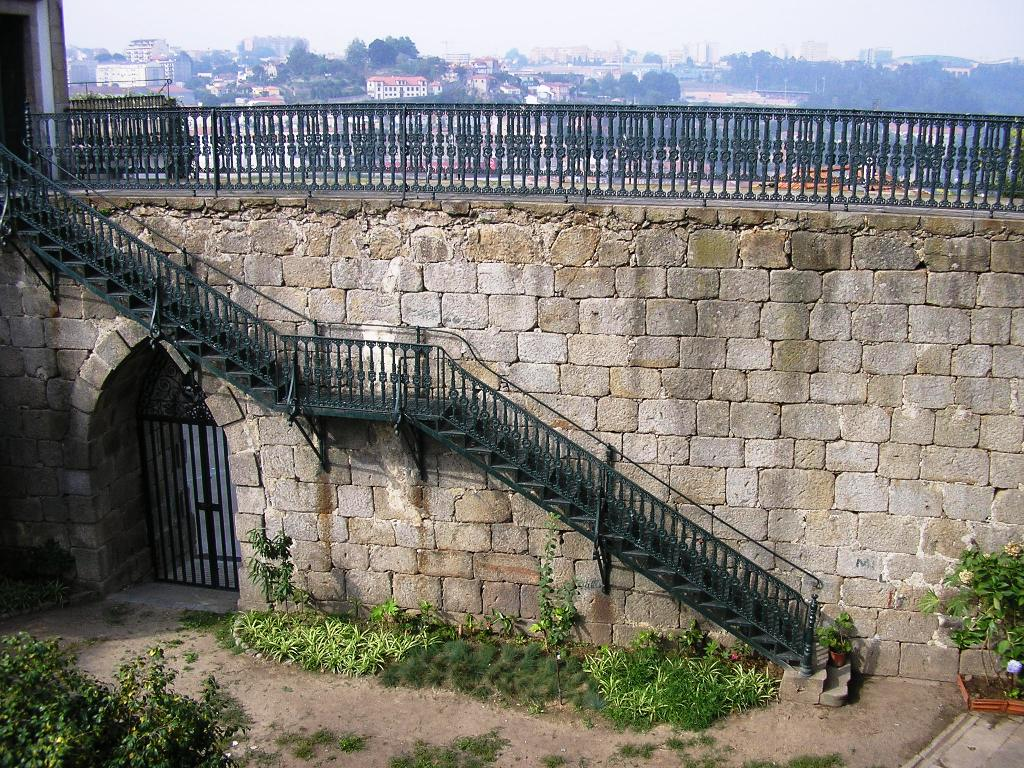
Section dans les jardins du Old English Club.

Murs fernandins : portes et ouvertures au milieu du XVe siècle.

Les murailles fernandines de Porto ou murs fernandins (en portugais : muralhas fernandinas) est le nom sous lequel est connue la ceinture médiévale des murs de Porto, au Portugal, dont seules de petites portions ont survécu jusqu'à nos jours. Elles doivent leur nom au roi Ferdinand Ier, sous le règne duquel elles ont été achevées en 1376.
Cerca Nova et Muralha gotica sont d'autres appellations qui s'appliquent aux murs fernandins mais qui, bien qu'étant scientifiquement plus correctes, sont moins courantes.

## Histoire
Au cours du XIVe siècle, Porto a connu une expansion urbaine majeure en dehors de son noyau initial sur la colline de Pena Ventosa, autour de la cathédrale, protégée par la Cerca Velha, construite au-dessus de la muraille romaine d'origine. Cet essor de la colonisation est particulièrement notable sur les rives du Douro, reflétant l'importance croissante des activités commerciales et maritimes.
La ville éprouve donc le besoin d'un espace fortifié plus large que celui de Cerca Velha. Les premiers à présenter cette revendication sont des bourgeois avec des maisons et des commerces hors des murs et donc moins protégés.
Au milieu de ce siècle, toujours à l'époque du roi Alphonse IV, une nouvelle enceinte de murs a commencé à être construite, pratiquement achevé vers 1370. Le fait que l'ouvrage n'ait été achevé que sous le règne du roi Ferdinand Ier explique pourquoi l'ouvrage est connu sous le nom de « murailles fernandines ».
Après leur importance militaire, les murs ont commencé à être progressivement démolis à partir de la seconde moitié du XVIIIe siècle pour faire place à de nouvelles rues, places et bâtiments. La plus grande partie du mur a été démolie à la fin du XIXe siècle. Les parties subsistantes des remparts fernandins ont été classées « monuments nationaux » en 1926.

## Tracé
Cette muraille, au tracé géométrique et d'une hauteur de 9 m, d'une grande taille et d'une grande solidité, est taillée de créneaux, comportant plusieurs tourelles et hautes tours ainsi que de nombreuses portes et ouvertures (dix-sept au total). D'un périmètre d'environ 2 600 m, elle borde une superficie de 44,5 hectares.
Son itinéraire suit le long du fleuve Douro jusqu'à la limite avec Miragaia, en remontant par Caminho Novo et São João Novo jusqu'au sommet du Morro do Olival. Elle descend l'escarpement du Guindais jusqu'à Ribeira, près de la sortie du tablier inférieur de l'actuel pont Dom Luís I.

## Portes et guichets
À partir de Porta Nova ou Nobre qui mène à Miragaia, à côté du fleuve Douro, les portes et les guichets sont les suivants :
1. Porta Nova ou Nobre (initialement Miragaia)
2. Postigo dos Banhos
3. Postigo da Lingueta
4. Postigo da Alfandega ou Terreirinho
5. Postigo do Carvão (le seul qui a survécu jusqu'à aujourd'hui)
6. Porta da Ribeira
7. Postigo do Pelourinho
8. Postigo da Forca
9. Postigo da Madeira
10. Postigo da Lada ou Areia
11. Porta do Sol (initialement Postigo do Carvalho do Monte ou Penedo)
12. Porta do Cimo de Vila
13. Porta de Carros (initialement juste un guichet)
14. Porta de Santo Elói (initialement Postigo do Vimial)
15. Porta do Olival
16. Porta das Virtudes (initialement juste un guichet)
17. Postigo de São João Novo ou da Esperança